# ایران در بازی‌های آسیایی ۲۰۰۲
حضور ایران در بازی‌های آسیایی ۲۰۰۲ یازدهمین حضور کاروان ورزشی ایران در بازی‌های آسیایی بود. کاروان ایران در بازی‌های آسیایی ۲۰۰۲ با ۱۵۰ ورزشکار و همراه حضور داشت. ورزشکاران ایرانی در این بازی‌ها با کسب ۳۶ مدال مختلف به رتبه‌ای بهتر از دهمی دست نیافتند. نتایج این دوره را ضعیف‌ترین حضور ایران در رقابت با سایر کشورها در تاریخ بازی‌های آسیایی می‌دانند. پرچمداری ایران در این دوره از بازی‌ها را علی دایی بر عهده داشت.

## نتایج تیمی
| مدال | تیم ورزشی                    |                                  |
| ---- | ---------------------------- | -------------------------------- |
| طلا  | تیم ملی فوتبال ایران         | فوتبال                           |
| نقره | تیم ملی والیبال ایران        | والیبال                          |
| نقره | تیم ملی دوچرخه‌سواری ایران    | ۴ کیلومتر تعقیبی تیمی            |
| نقره | تیم ملی تیراندازی زنان ایران | تیراندازی از فاصله ۱۰ متر بانوان |

## مدال‌آوران
| مدال | نام و نام‌خانوادگی    | رشته ورزشی  | دسته/سبک           |
| ---- | -------------------- | ----------- | ------------------ |
| طلا  | علیرضا حیدری         | کشتی آزاد   | ۹۶ ک‌گ مردان        |
| طلا  | مسعود حاجی آخوندزاده | جودو        | ۶۰- ک‌گ مردان       |
| طلا  | علیرضا کتیرایی       | کاراته      | ۷۰ ک‌گ کمیته مردان  |
| طلا  | مهران بهنام‌فر        | کاراته      | ۷۰+ ک‌گ کمیته مردان |
| طلا  | هادی ساعی            | تکواندو     | ۷۲ ک‌گ مردان        |
| طلا  | حسین رضازاده         | وزنه‌برداری  | ۱۰۵+ ک‌گ مردان      |
| طلا  | حسین اوجاقی          | ووشو        | ۷۰ ک‌گ مردان        |
| نقره | علیرضا دبیر          | کشتی آزاد   | ۶۶ ک‌گ مردان        |
| نقره | عباس جدیدی           | کشتی آزاد   | ۱۲۰ ک‌گ مردان       |
| نقره | محمد آقایی           | ووشو        | ۶۵ ک‌گ مردان        |
| نقره | جاسم ویشگاهی         | کاراته      | ۷۵ ک‌گ کمیته مردان  |
| نقره | حسین روحانی          | کاراته      | ۶۰ ک‌گ کمیته مردان  |
| نقره | مهدی عموزاده         | کاراته      | ۶۵ ک‌گ کمیته مردان  |
| نقره | عباس صمیمی           | دو و میدانی | پرتاب دیسک مردان   |
| نقره | بهزاد خداداد         | تکواندو     | ۵۸ ک‌گ مردان        |
| نقره | محمدحسین برخواه      | وزنه‌برداری  | ۷۷ ک‌گ مردان        |
| نقره | هادی پانزوان         | وزنه‌برداری  | ۸۵ ک‌گ مردان        |
| نقره | کوروش باقری          | وزنه‌برداری  | ۹۴ ک‌گ مردان        |
| نقره | محمود میران          | جودو        | ۱۰۰+ ک‌گ مردان      |
| برنز | محمود میران          | جودو        | وزن اوپن مردان     |
| برنز | حامد ملک‌محمدی        | جودو        | ۷۳ ک‌گ مردان        |
| برنز | عباس فلاح            | جودو        | ۱۰۰ ک‌گ مردان       |
| برنز | مهدی حاجی‌زاده        | کشتی آزاد   | ۷۴ ک‌گ مردان        |
| برنز | محمد رضایی           | کشتی آزاد   | ۵۵ ک‌گ مردان        |
| برنز | پرویز زیدوند         | کشتی فرنگی  | ۷۴ ک‌گ مردان        |
| برنز | مسعود هاشم‌زاده       | کشتی فرنگی  | ۹۶ ک‌گ مردان        |
| برنز | علیرضا غریبی         | کشتی فرنگی  | ۱۲۰ ک‌گ مردان       |
| برنز | مجید افلاکی          | تکواندو     | ۷۸ ک‌گ مردان        |
| برنز | پروانه طهرانی        | تکواندو     | ۵۵ ک‌گ زنان         |
| برنز | مهدی پانزوان         | وزنه‌برداری  | ۶۹ ک‌گ مردان        |
| برنز | محمدعلی فلاحتی‌نژاد   | وزنه‌برداری  | ۷۷ ک‌گ مردان        |
| برنز | حسین توکلی           | وزنه‌برداری  | ۱۰۵ ک‌گ مردان       |